# Schiavi degli invisibili
Schiavi degli invisibili (Sinister Barrier) è un romanzo di fantascienza del 1943 scritto da Eric Frank Russell. 

## Trama
Il genere umano in realtà non è libero ma è stato reso schiavo da una razza aliena chiamata Vitoni. Questi esseri si presentano come globi azzurri fosforescenti di circa un metro di diametro, invisibili all'occhio umano. I Vitoni tengono gli umani soggiogati perché si nutrono delle loro energie nervose, e per mantenerle costantemente a livelli elevati guidano gli umani scatenando continuamente guerre, odio e delitti di ogni genere. Un gruppo di esseri umani scopre questa realtà e riesce a mettere a punto un sistema per potere vedere i Vitoni, iniziando a combatterli per poter affrancare il genere umano da questa schiavitù.

## Edizioni
- Eric Frank Russell, Schiavi degli invisibili, Urania n. 7, Arnoldo Mondadori Editore, 1953.